# Gemeentelijk Sportpark Kaalheide
Gemeentelijk Sportpark Kaalheide – wielofunkcyjny stadion, położony w mieście Kerkrade, Holandia. Oddany został do użytku 1950 roku. Od 1962 roku swoje mecze na tym obiekcie rozgrywał zespół Roda JC, aż do 2000 roku, kiedy to klub przeniósł się na nowoczesny Parkstad Limburg Stadion. Pojemność stadionu wynosi 14.000 osób.